# Piski
Piski (tiếng Ba Lan: powiat piski) là một đơn vị quản lý lãnh thổ và chính quyền địa phương (powiat) ở vùng Voian-Masurian Voivodeship, miền bắc Ba Lan. Nó ra đời vào ngày 1 tháng 1 năm 1999, là kết quả của cải cách chính quyền địa phương Ba Lan được thông qua vào năm 1998. Ghế hành chính và thị trấn lớn nhất của nó là Pisz, nằm 88 kilômét (55 mi)   về phía đông của thủ đô khu vực Olsztyn. Quận có ba thị trấn khác: Orzysz, 24 km (15 mi) phía đông bắc Pisz, Ruciane-Nida, 17 km (11 mi) về phía tây của Piski và Biała Piska, 18 km (11 mi) phía đông Piski.
Quận có diện tích 1.776,17 kilômét vuông (685,8 dặm vuông Anh). Tính đến năm 2006, tổng dân số của nó là 57.553, trong đó dân số của Piski là 19.332, của Orzysz là 5.804, của Ruciane-Nida là 4.894, của Biała Piska là 4.006 và dân số nông thôn là 23.517.

## Các huyện lân cận
Huyện Piski giáp với huyện Giżycki ở phía bắc, huyện Ełcki và huyện Grajewski ở phía đông, huyện Kolneński và huyệnOstrołęcki ở phía nam, huyện Szczycieński ở phía tây và huyện Mrągowski ở phía tây bắc.

## Phân khu hành chính
Huyện được chia thành bốn gminas (tất cả thành thị-nông thôn, tập trung vào bốn thị trấn). Chúng được liệt kê trong bảng sau, theo thứ tự dân số giảm dần. 
| Gmina              | Kiểu                | Khu vực </br> (km²) | Dân số </br> (2006) | Ghế          |
| Gmina Pisz         | thành thị-nông thôn | 634.8               | 27.224              | Pisz         |
| Gmina Biała Piska  | thành thị-nông thôn | 420.1               | 12,135              | Biała Piska  |
| Gmina Orzysz       | thành thị-nông thôn | 363,5               | 9,567               | Orzysz       |
| Gmina Ruciane-Nida | thành thị-nông thôn | 357,7               | 8,627               | Ruciane-Nida |